# Pickett County
Pickett County je okres amerického státu Tennessee založený v roce 1879. Správním střediskem je město Byrdstown. Leží u hranic se státem Kentucky.

## Sousední okresy
| Růžice kompasu |                | Clinton County (KY) | Wayne County (KY) | Růžice kompasu |
| Růžice kompasu | Clay County    | Sever               | Scott County      | Růžice kompasu |
| Růžice kompasu | Clay County    | Pickett County      | Scott County      | Růžice kompasu |
| Růžice kompasu | Clay County    | Jih                 | Scott County      | Růžice kompasu |
| Růžice kompasu | Overton County |                     | Fentress County   | Růžice kompasu |